# 徳島県立池田高等学校辻校
徳島県立池田高等学校辻校（とくしまけんりついけだこうとうがっこうつじこう）は、徳島県三好市井川町御領田にある県立の高等学校。2017年4月より、徳島県立池田高等学校辻校と改称。校舎は旧井川町中心部の国道192号沿いにあり、JR徳島線辻駅や四国交通辻駅前バス停が近い。

## 設置学科
2年次より各系列別の授業が行われる。
- 総合学科
  - 情報ビジネス系列
  - 生活デザイン系列
  - 医療・福祉系列

## 沿革
- 1916年（大正5年） - 徳島県三好郡立女子実業学校を開校。
- 1923年（大正12年） - 徳島県立三好高等女学校と改称。
- 1948年（昭和23年） - 徳島県三好高等学校と改称（全日制普通）。
- 1949年（昭和24年） - 三好農業高等学校（現在の三好高）から三野分校を移管、徳島県辻高等学校と改称。
- 1969年（昭和44年） - 徳島県立辻高等学校と改称。
- 2015年（平成27年） - 普通科を募集停止し、総合学科を新設。
- 2017年（平成29年） - 4月1日より徳島県立池田高等学校辻校と改称。

## 著名な出身者
- 尾崎望良 - 元ソフトボール選手

## 教職員
- 村上与市 - 藤島町町長 三好高等女学校時代に勤務していた。